# Carl Zimmer
Carl Zimmer (New Haven, 13 de juliol de 1966) és un divulgador científic de rellevància mundial. A la seva carrera s'ha especialitzat en diverses matèries com l'evolució, els paràsits, els virus i l'herència genètica. Els seus treballs han aparegut a National Geographic, Discover, Science, Wired i d'ençà de 2013 és columnista del diari The New York Times.